# Kazuhito Mochizuki
Kazuhito Mochizuki (望月 一仁 Mochizuki Kazuhito?, nacido el 1 de diciembre de 1957 en Shimizu (actualmente Shizuoka), Shizuoka) es un exfutbolista japonés que se desempeñaba como delantero y entrenador.

## Clubes

### Como futbolista
| Club          | País  | Año         |
| ------------- | ----- | ----------- |
| Yamaha Motors | Japón | 1977 - 1986 |

### Como entrenador
| Club               | País  | Año         |
| ------------------ | ----- | ----------- |
| Ehime FC           | Japón | 2005 - 2009 |
| Azul Claro Numazu  | Japón | 2014        |
| Vanraure Hachinohe | Japón | 2015 - 2016 |
| Saurcos Fukui      | Japón | 2017 -      |